# Lake Isabella (Michigan)
Lake Isabella – wieś w Stanach Zjednoczonych, w stanie Michigan, w hrabstwie Isabella.